# York (Nebraska)
York ist eine Stadt (City) und Sitz der Countyverwaltung (County Seat) im York County im Süden von Nebraska, Vereinigte Staaten. Das U.S. Census Bureau hat bei der Volkszählung 2020 eine Einwohnerzahl von 8.066 ermittelt.

## Geschichte

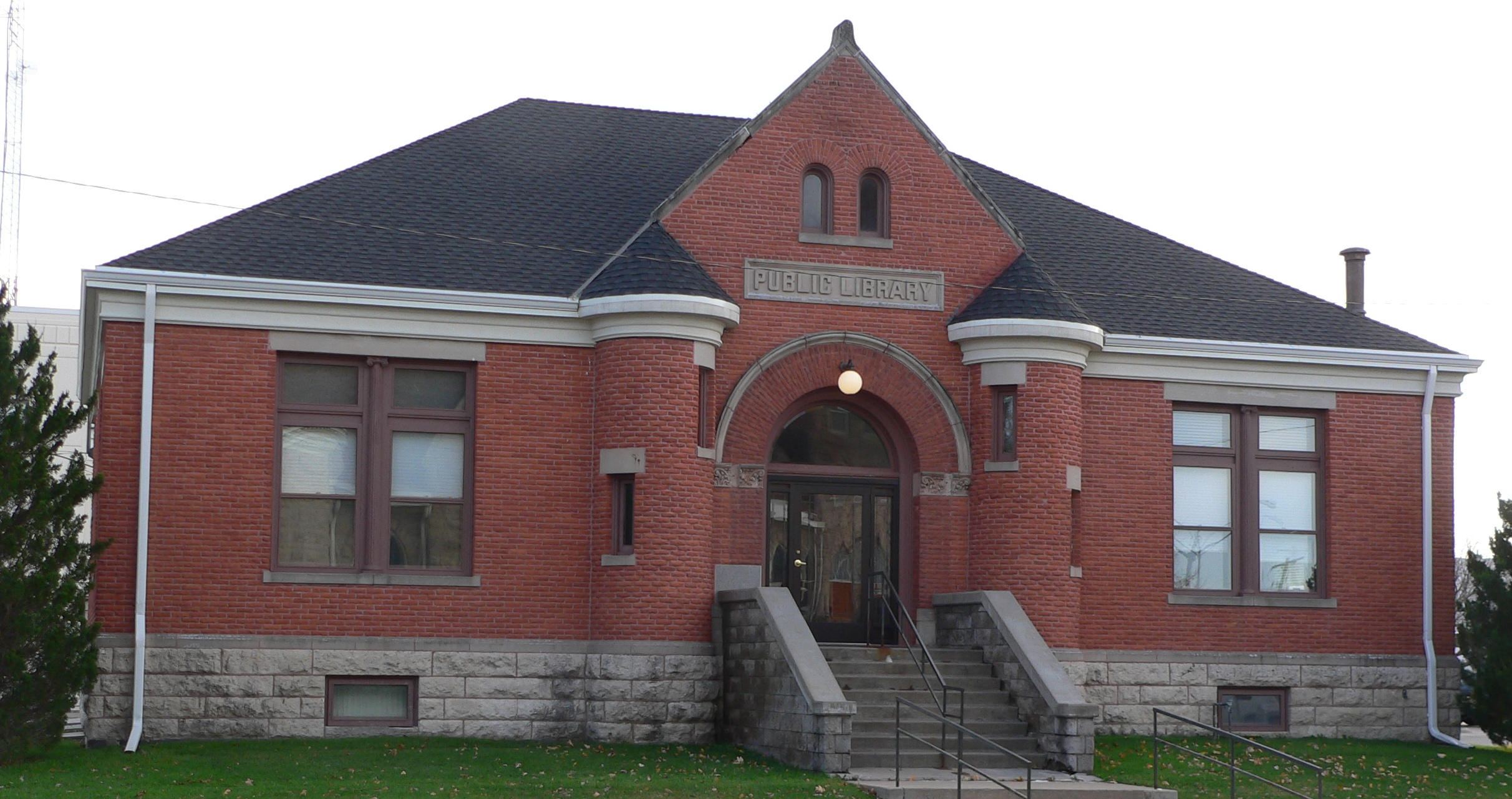

York wurde am 18. Oktober 1869 gegründet. Benannt wurde es nach einer Stadt in England. Nach der Wahl zum Sitz der Countyverwaltung zog der Ort sofort Unternehmen und Siedler an. Das erste Postamt eröffnete am 22. August 1870. Weiteres Wachstum erlebte die Stadt in den frühen 1870er Jahren als die Eisenbahn den Ort erreichte. 1877 erweiterte die Burlington and Missouri River Railroad ihr Streckennetz nach York.
In York steht mit der öffentlichen Bibliothek von 1901 (York Public Library) ein Gebäude das im National Register of Historic Places eingetragen wurde.

## Geografie
Der Ort liegt im Zentrum des Countys. Die nächstgelegenen größeren Städte sind Grand Island (66 km westlich) und Lincoln (74 km östlich).

## Verkehr
Der Ort ist vom Süden über die Interstate 80 zu erreichen.
Im Nordwesten des Stadtgebiets liegt der York Municipal Airport.

## Söhne und Töchter der Stadt
- Doug Bereuter (* 1939), Politiker
- Wilhelmina F. Jashemski (1910–2007), Archäologin
- Sam Koch (* 1982), Footballspieler
- Fred Niblo (1874–1948), Filmregisseur und Schauspieler